# Monfortinho
Monfortinho is een plaats (freguesia) in de Portugese gemeente Idanha-a-Nova en telt 608 inwoners (2001).